# Hörselgau
Hörselgau ist ein Ortsteil der Landgemeinde Hörsel sowie deren Verwaltungssitz.

## Geografie
Hörselgau liegt im Nordwesten des thüringischen Landkreises Gotha. Nachbarorte sind Fröttstädt im Nordwesten, Laucha im Westen, Waltershausen im Südwesten und Wahlwinkel im Südosten. Der namengebende Fluss Hörsel schlängelt sich am nordöstlichen Ortsrand von Südosten nach Nordwesten entlang. Etwa zwei Kilometer südöstlich, allerdings bereits auf Waltershäuser Gebiet, liegt der Hörselgauer Teich, dessen Überlauf, der Volbach, sich bei Hörselgau in die Hörsel ergießt. Jenseits der Hörsel wird der Mühlbach abgezweigt, der auf Höhe des Ortes die „Untermühle“ betrieb.

## Geschichte
Funde der Schnur- und Bandkeramik bezeugen eine Besiedlung der Hörsel-Niederung bereits vor 8000 Jahren, des Weiteren fanden sich am Hörselgauer Teich auch Spuren der Aunjetitzer Kultur. Der Ortsname geht auf die fränkische Zeit Thüringens zurück, als das Land noch in Gaue unterteilt war. So ist Hörselgau als Gau an der Hörsel zu deuten. Ein ehemaliges Adelsgeschlecht hat sich wie üblich des Ortsnamens für den eigenen Namen bedient (Adelsgeschlecht von Hörselgau). Der Ortsname wurde gleichzeitig mit einem Marschall des Deutschen Ordens, Ludwig von Hörselgau, 1215 in Akkon erstmals urkundlich erwähnt. Hartwig von Hörselgau diente 1220 und 1227 als Zeuge bei der Ausstellung landgräflicher Urkunden. Ein später lebender Adliger, ebenfalls namens Ludwig von Hörselgau trat 1438 ebenfalls dem Deutschen Orden bei und veräußerte seinen Besitz, von dem keine Überreste erhalten sind und der zugleich der letzte erhaltene Nachweis für die Existenz der Familie ist. Ihre Burg soll unweit der Pfarrwohnung an der Hörsel gelegen haben. Hörselgau gehörte in der Folgezeit zum Amt Tenneberg, welches ab 1640 im Herzogtum Sachsen-Gotha lag.
Am 18. März 1994 war Hörselgau eine der sieben Gründungs- und ab dem 7. November 2003 Sitzgemeinde der Verwaltungsgemeinschaft Hörsel. Durch Beschluss des Thüringer Landtags am 16. November 2011 konnte die Verwaltungsgemeinschaft Hörsel zum 1. Dezember 2011 aufgelöst und durch einen freiwilligen Zusammenschluss der zehn bisher selbstständigen Gemeinden Aspach, Ebenheim, Fröttstädt, Hörselgau, Laucha, Mechterstädt, Metebach, Teutleben, Trügleben und Weingarten die Landgemeinde Hörsel neu gebildet werden.

### Einwohnerentwicklung
Entwicklung der Einwohnerzahl (jeweils 31. Dezember):
| - 1994 – 1304 - 1995 – 1329 - 1996 – 1368 - 1997 – 1357 | - 1998 – 1360 - 1999 – 1358 - 2000 – 1349 - 2001 – 1349 | - 2002 – 1329 - 2003 – 1320 - 2004 – 1311 - 2005 – 1287 | - 2006 – 1269 - 2007 – 1250 - 2008 – 1238 - 2009 – 1210 | - 2010 – 1203 - 2014 – 1209 |

Datenquelle: Thüringer Landesamt für Statistik

## Politik

### Ehemalige Bürgermeister
Im Ergebnis der Wahlen zu den Gemeindevertretungen am 6. Mai 1990 (siehe Schlussbericht) und der daraus folgenden Bürgermeisterwahl wurde Rolf Frühauf (damals CDU) mit Wirkung vom 17. Mai 1990 zum hauptamtlichen Bürgermeister gewählt und durch den Landrat des Landkreises Gotha bestätigt. Dabei galt weitestgehend die Gesetzeslage der damaligen DDR und zwar bis zur deutschen Wiedervereinigung am  3. Oktober 1990.
Bei der Bürgermeisterwahl am 12. Juni 1994 wurde Rolf Frühauf zum ehrenamtlichen Bürgermeister der Gemeinde gewählt. Er wurde bei den Bürgermeisterwahlen am 13. Juni 1999, 27. Juni 2004 und 6. Juni 2010 in seinem Amt bestätigt. Seine Amtszeit begann am 1. Juli 2010. Mit der Umwandlung zur Landgemeinde wurde er zum 1. Dezember 2011 zum Ortsteilbürgermeister (mit einer Amtszeit bis 2016).
- 1994–2011: Rolf Frühauf (CDU/parteilos)[6][7][8][9]

## Kultur und Sehenswürdigkeiten

### Bauwerke
- Die Kirche St. Bonifatius in Hörselgau wurde zwischen 1783 und 1785 erbaut, nachdem von der mittelalterlichen Kirche nach zwei Bränden 1638 und 1640 im Dreißigjährigen Krieg nur der Kirchturm erhalten geblieben war. Beim Neubau blieb nur der rund 30 Meter hohe Turm mit seiner schiefergedeckten Haube aus dem Jahr 1699 übrig, während das rund 22 Meter lange und elf Meter breite Kirchenschiff mit seinem charakteristischen Mansarddach völlig neu errichtet wurde. Besonders sehenswert ist der Mittelschrein eines ehemaligen Flügelaltars mit den fast lebensgroßen Skulpturen des Namenspatrons der Kirche Bonifatius sowie Michael und Cyriacus.[10] Auf dieses Schmuckstück geht das Dehio-Handbuch ein, indem es die Autoren dem Umfeld von Tilman Riemenschneider zuordnen. Der kostbare Schrein wurde 1985 restauriert. Das Innere birgt zudem eine umlaufende Doppelempore, in die der Kanzelaltar integriert ist. 1986 erfuhr das Kircheninnere eine Neuausmalung. 1806 erhielt die Kirche eine neue Orgel aus der Dachwiger Werkstatt von Johann Michael Hesse.[11]
- Ein Kriegerdenkmal vor der Kirche gedenkt der 46 Gefallenen des Ersten Weltkriegs und der 49 gefallenen und 27 vermissten Soldaten des Zweiten Weltkriegs aus Hörselgau.
- Ein Gemeinschaftsgrab mit Gedenkkreuz und den darauf befindlichen Namen von vier deutschen Soldaten, die am 3. April 1945, und drei Soldaten, die am 17. April (zwei Wochen nach Besetzung des Ortes durch US-Truppen) ums Leben gekommen sind, befindet sich auf dem Friedhof.

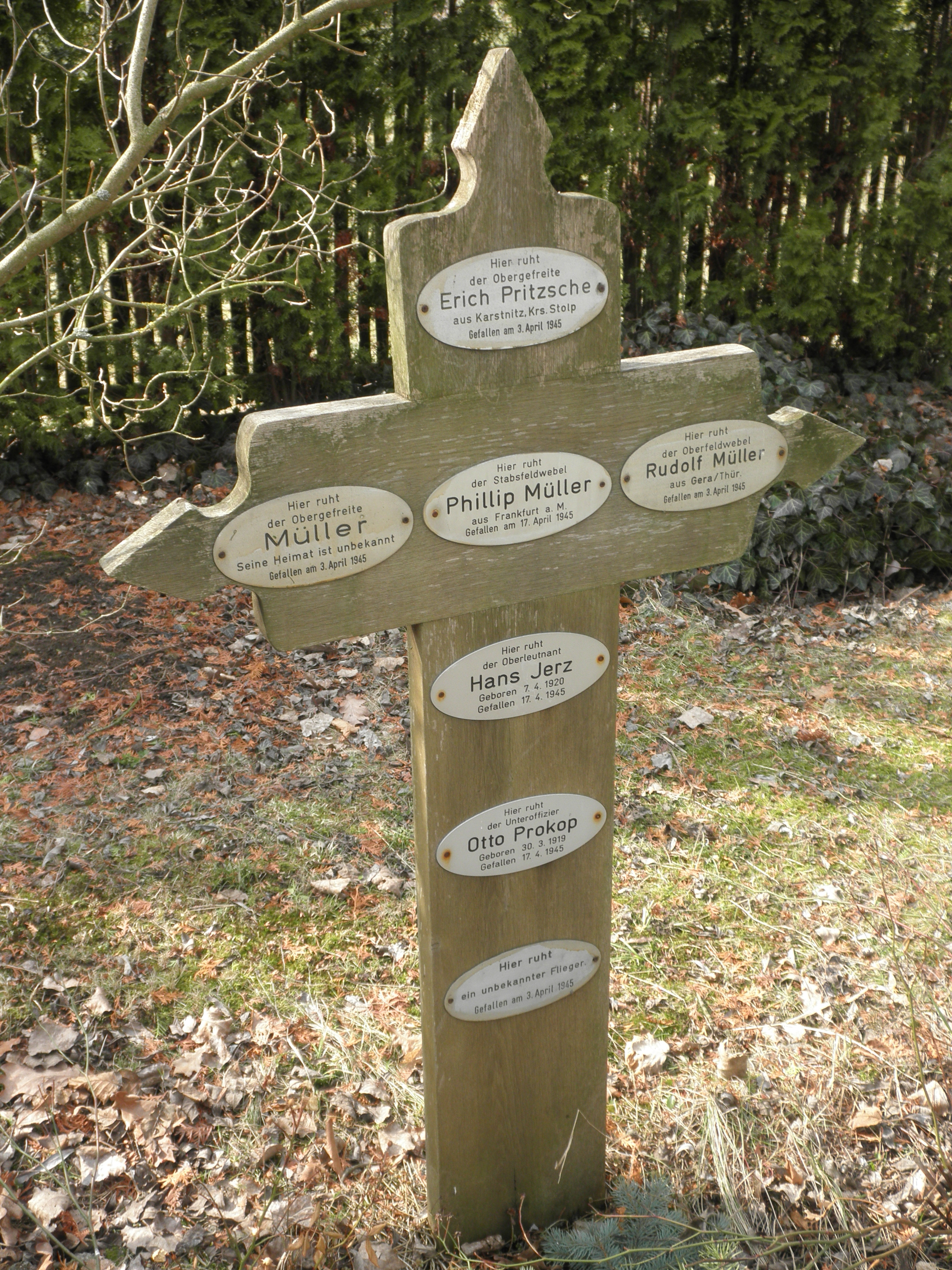
Soldatengrab von 1945
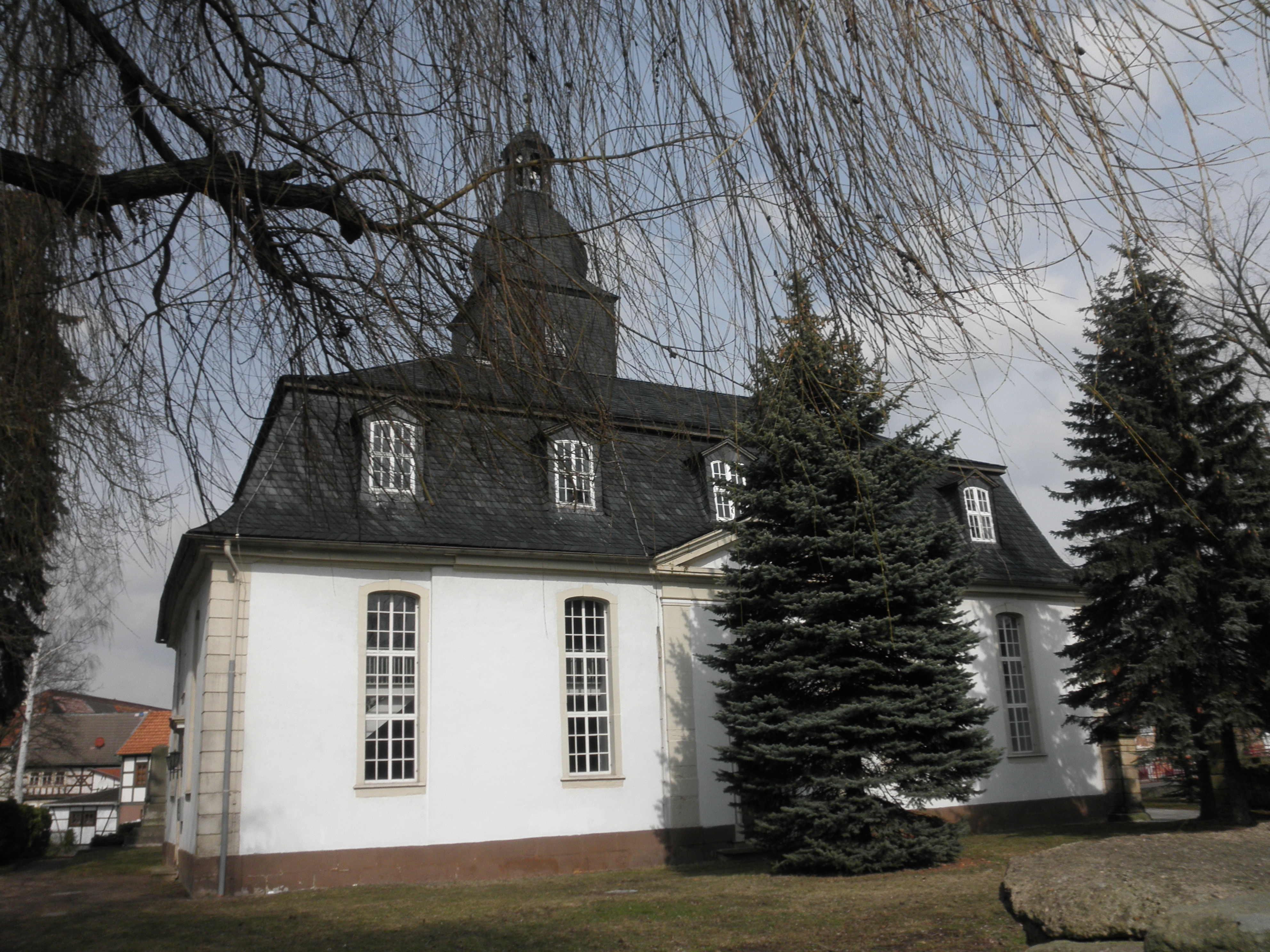
Kirche St. Bonifatius
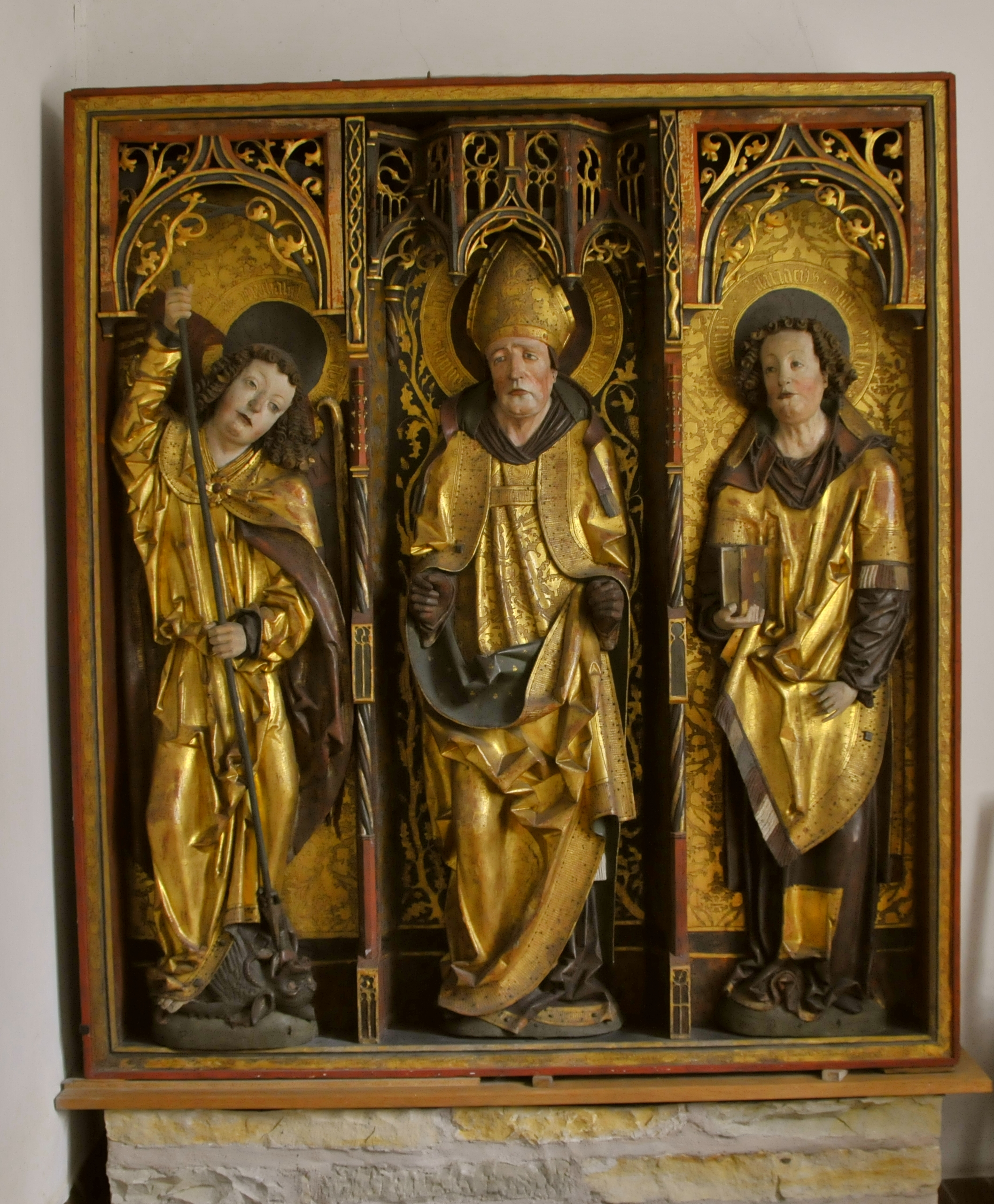
Mittelschrein des Flügelaltars
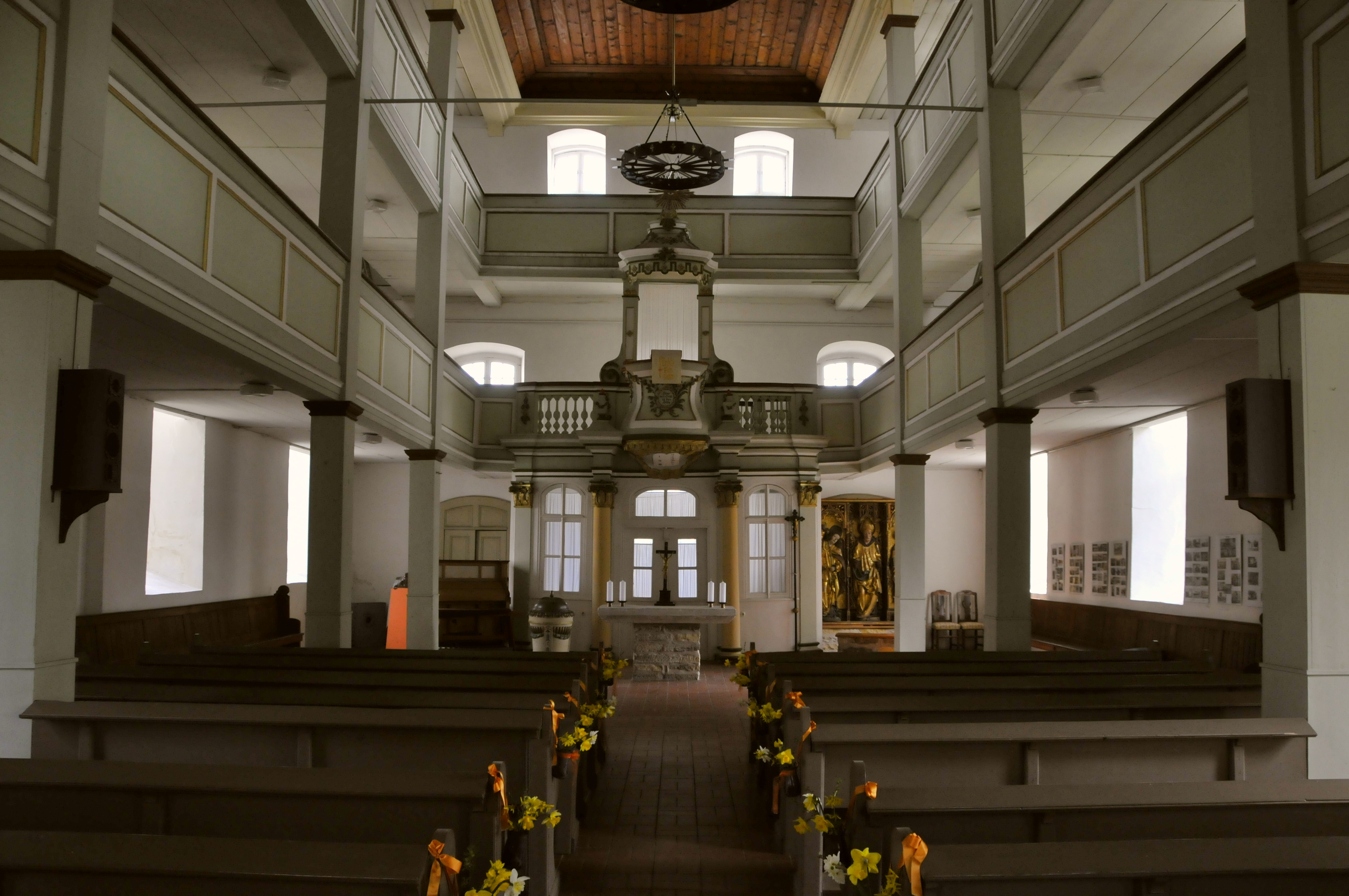
Blick zum Kanzelaltar
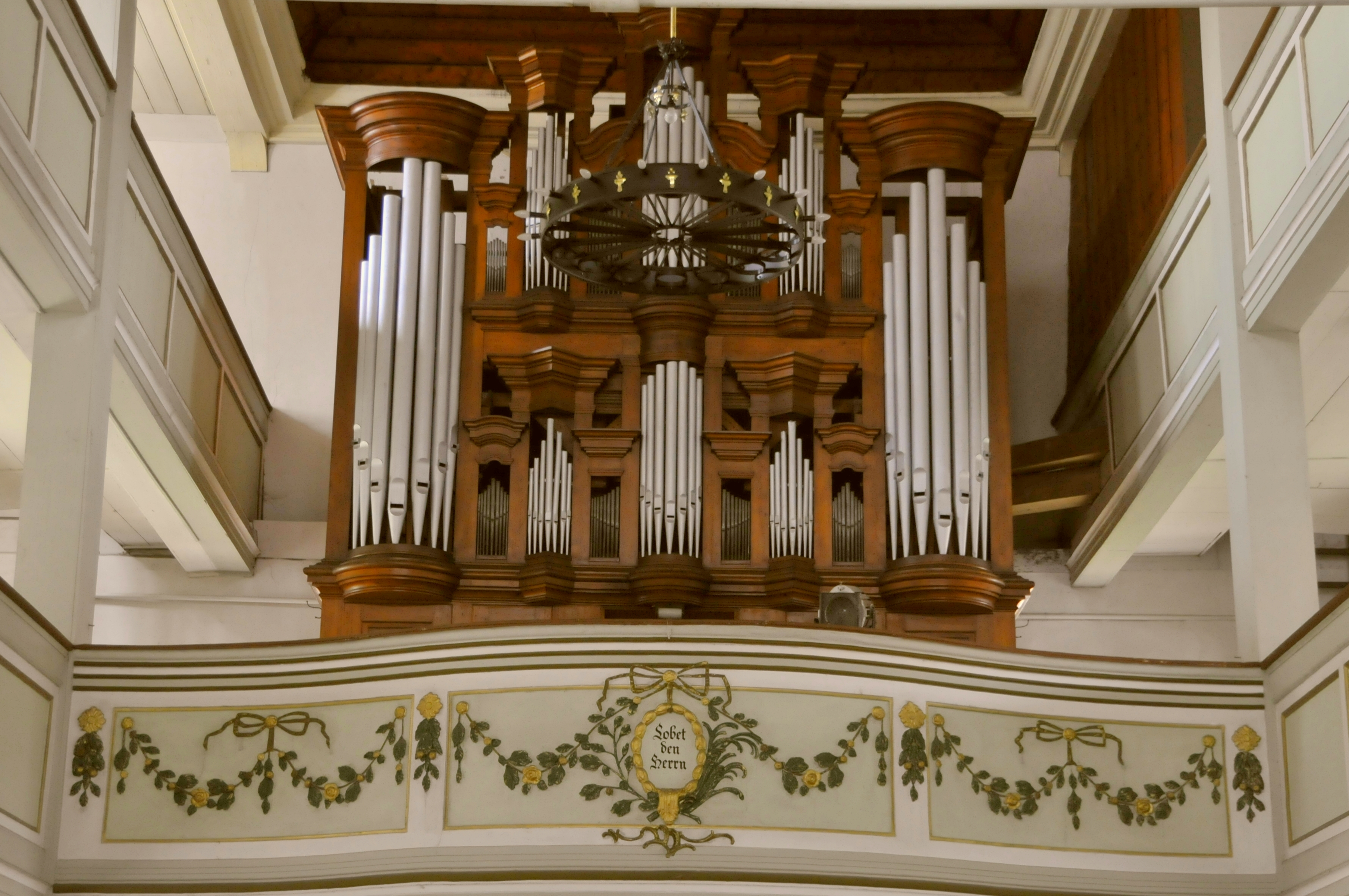
Hesse-Orgel

## Verkehr
Hörselgau liegt mit einem eigenen Haltepunkt an der Bahnstrecke Fröttstädt–Friedrichroda (Friedrichrodaer Bahn) und verfügt über eine direkte Autobahnzufahrt vom Anschluss Waltershausen der A 4. An der Nordseite der A 4 liegt die Autobahnraststätte „Hörselgau“.
Von daher ist auch das Gewerbegebiet und der Logistikstandort „Marktal“ ohne Ortsdurchfahrten direkt zu erreichen. Der Logistikvorteil des Gewerbestandortes wurde 1998 in einer Studie der Universität Erlangen-Nürnberg hervorgehoben, wonach mehrere wichtige Standorte in Deutschland untersucht wurden und Hörselgau darin den Spitzenplatz belegte. Das Gewerbegebiet „Waltershausen Nord“, das ebenso ohne Ortsdurchfahrten direkt vom Autobahnanschluss Waltershausen aus zu erreichen ist, liegt zur Hälfte auf dem Gebiet der Gemeinde Hörselgau.
Durch Hörselgau führt der Radfernweg Thüringer Städtekette.

## Persönlichkeiten

### Söhne und Töchter des Ortes
- Johann Friedrich Dübner (1802–1867), Altphilologe in Paris. Träger des Kreuzes der Ehrenlegion

### Persönlichkeiten, die vor Ort gewirkt haben
- Ludwig von Hörselgau (gen. 1215) – erwähnt als Ordensritter in Palästina, er war dort 2. Ordensmarschall des Deutschen Ordens.
- Johann Jacob Burbach (1768–1834): Leinewebermeister. An einem Haus in Hörselgau in der nach ihm benannten Straße befindet sich eine Gedenktafel mit dem Text: In diesem Hause stellte 1809 Johann Jacob Burbach […] den ersten nahtlosen Feuerlöschschlauch der Welt her. Es ist eine Falschmeldung.[12]
- Ungeklärt ist, inwieweit Isentrud von Hörselgau, die Vertraute der Elisabeth von Thüringen, mit dem Ort in Bezug zu setzen ist.
- Christian Steffani (1780–1846), Geistlicher, Theologe und Lehrer, war Pfarrer im Ort und gründete in Hörselgau eine Fortbildungsschule
- Heinrich Wilhelm Stieglitz (1801–1849), deutscher Lyriker, war Mitschüler von Johann Friedrich Dübner[13]
- Friedrich Johannes Perthes (1841–1907), Pfarrer in Hörselgau 1890–1907